# Jules-Émile Verschaffelt
Jules-Émile Verschaffelt (27 janvier 1870 à Gand, Belgique - 22 décembre 1955) est un physicien belge. Il a participé au 5e Congrès Solvay.

## Biographie
Il a travaillé au laboratoire de Heike Kamerlingh Onnes à Leyde de 1894 à 1906 et ensuite de 1914 à 1923. De 1906 à 1914, il a travaillé à la Vrije Universiteit Brussel et de 1923 à 1940 à l'Université de Gand.

### Source
- (en) http://www.knaw.nl/waals/verschaffelt.html